# 이즈모 (장갑순양함)
이즈모(出雲)는 일본 제국 해군의 이즈모형 장갑순양함 1번함이다. 러일 전쟁과 제1차 세계 대전, 중일 전쟁에 참가하였고, 태평양 전쟁에서 전몰될 때까지 45년간 현역에 있었다.

## 경력
육육함대계획(전함 6, 장갑순양함 6)의 하나로서 영국에 발주되었다. 러일 전쟁은 가미무라 히코노조 제독이 이끄는 '가미무라 함대'의 기함으로 참여했고, 호덴(殿) 함을 맡은 자매함 이와테와 함께 활약했다.

### 러일 전쟁
러일 전쟁 중인 이즈모는 통상파괴전을 실행하고 있던 블라디보스톡 함대를 경계하기 위해 쓰시마 해협으로 배치되었지만, 그 노력도 허무하게 1904년 6월 15일에 육군 수송선 ‘히타치마루’가 블라디 함대에 의해 격침된 히타치마루 사건이 발생해 버린다. 항복을 거부하고 소총으로 응전한 육군 장병들의 비장한 최후가 국내에 알려 지자 짙은 안개로 인해 블라디 함대를 놓쳐버린 가미무라와 이즈모의 소속의 제2함대는 일본 국민들로부터 강한 비판에 직면한다. 연설회나 신문에서 ‘무능’과 ‘로탐’(러시아 스파이) 제독 등의 욕을 들으며 비난을 받았고, 격앙된 폭도들이 가미무라 장군의 집에 난입해 돌과 단도를 던지는 사건도 발생했다. 이 사태에 가미무라의 부하들은 분개했지만, 가미무라는 본인은 “집 사람은 담력이 커서 괜찮아”라고 불편함 심경으로 웃으며 넘겼다. 가미무라의 아내는 매일 절에 가서 적의 함대 발견을 기원했다.
히타치마루 사건이 벌어진 지 2개월 후에 발발한 울산 해전에서 제2함대가 드디어 블라디 함대의 장갑순양함 류리크를 격침시켰다. 가미무라 장군은 남아있던 적함을 추격했지만, ‘우리에게 남은 탄약이 없음’이라는 보고를 받고 결국 공격을 포기했다.
격침된 류리크 일본의 함선을 다수 격침했으며, 가미무라 중장 자신에게도 히타치마루 사건으로 원망이 깊은 적선이었다. 그러나 침몰하면서도 일본 군함을 떨치기 위해 포격을 계속하는 모습에 감명을 받은 일본 함대는 생존자를 구조했다. 이 행동은 국내외에서 칭찬을 받았고, 이후 이 구조 활동을 바탕으로 한 ‘가미무라 장군’이라는 노래가 만들어졌다. 수라바야 해전에서 적의 병사를 구출했던 쿠도 순사쿠도 이 노래를 할머니 자장가처럼 듣고 있었다고 한다.
이 때 이즈모에 구조된 류리크의 러시아 장교가 함 내에 작은 새를 기르고 것을 발견하고는 “이 새는 전부터 길렀던 것이요?”라고 묻자 일본인 통역이 “그건 류리크에서 빠진 사람을 구조하려다가 어떤 것이 바다에 떠있는 것을 발견하고 불쌍해서 잡아와 기르고 있는 것이오”라고 대답했다. 러시아 장교는 눈물을 글썽이며 그것은 자신이 기르던 새이며, 통상파괴전에서 많은 민간 선박을 격침했기 때문에 보복을 당할 것이라고 생각했다고 말하고, 신에게 묵념을 했다는 일화가 남아있다. 함을 지휘한 가미무라 중장은 매우 감정이 격렬한 인물로 유명하지만 조류를 좋아했다. 이 때 구조한 작은 새인지는 분명하지 않지만, 어깨에 새를 올려놓고 미소 짓는 사진이 몇 장 남아 있다.
이후 쓰시마 해전에서도 가미무라의 지휘 하에 참전했다. 방향타가 고장난 전함 ‘크냐지 수보르푸’를 보고 발틱 함대가 북쪽으로 향할 것으로 오인한 기함 ‘미카사’는 당장 추격을 지시했지만, 가미무라와 부관의 사토 테츠타로 중령은 키의 고장으로 즉시 판단하고, 미카사의 명령을 무시하고 발틱 함대에 ‘우리는 계속’ 신호 깃발을 내걸면서 돌격했다. 순양함 중심의 제2전대가 전함 중심의 발틱 함대에 돌격하는 전대미문의 작전을 실행하여 결과적으로 협공하는 데 성공했다. 크냐지 수보로프 이외의 발틱 함대의 후속함은 남동 방향으로 방향을 잡고 블라디보스토크로 탈출을 목표로 하고 있었기 때문에, 미카사의 명령을 따른다면 남아있던 함정이 도주할 가능성이 높았고, 일본 측의 승리 크게 기여한 활약이 되었다.
1910년에는 러일 전쟁의 영웅적인 인물이던 아키야마 사네유키도 함장을 맡았다.

### 제1차 세계 대전
1913년 11월에는 멕시코 혁명으로 야기된 내전으로 혼란해진 멕시코에 일본인 보호를 목적으로 파견되었다. 이듬해인 1914년에 제1차 세계 대전이 발발하면서 장갑순양함 아사마, 히젠 (옛 레트비잔)과 함께 미국 파견지대가 편성되어 이즈모를 기함으로 미국 서해안을 방어하는 임무를 맡았다. 또한 1917년 8월 제2 특무함대의 증원 부대로 지중해의 몰타섬에 파견되어, 동맹국의 잠수함 부대에 의한 통상파괴로부터 선단을 호위하는 임무를 수행했다.
1919년에 천황의 열병식(1차 대전의 유럽 파견 함대에 대한 열병)이 거행되어 다이쇼 천황이 승함하는 함선이 되었다.
이후 연습선으로 원양 항해에 6회 참가하여 생도들을 태우고 유럽과 미국 등 전 세계를 돌았다. 1922년 ‘브라질 독립 100주년 기념관함식에서 동형함 ‘이와테’와 ‘아사마’가 함께 참여했다.
1922년 9월 1일에는 워싱턴 해군 군축 조약의 영향을 받아 함종이 ‘일등해방함’으로 변경되었다. 1934년부터는 90식 2호 수상 정찰기를 탑재하게 되었다.

### 중일 전쟁, 태평양 전쟁

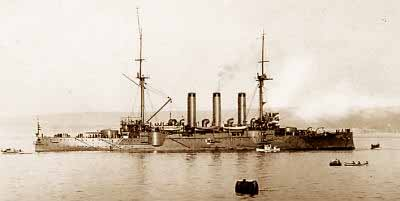
상하이 앞 바다에 정박한 이즈모 (37년 촬영)

중일 전쟁에 즈음해서는 제3함대의 기함으로 상하이에 파견되었다. 1937년에 발발한 제2차 상하이 사변 때는 상하이에 정박하고 있던 이즈모가 8월 14일 중화민국군 폭격기의 공격을 받았지만, 경순양함 센다이와 함께 격퇴했다. 같은 달 16일에는 중국 어뢰정의 공격을 받았지만 다행히 무사히 끝났다. 공격한 중국 어뢰정은 격침되었고, 이후 끌어올려져 일본군에 의해 사용되었다.
1941년 12월 8일 진주만 공격에 의해 미일이 개전한 날에 이즈모는 미국의 포함 ‘웨이크’(USS Wake)를 나포하였고, 투항을 거부한 영국의 포함 ‘피터렐’(HMS Peterel)을 격침시켰다. 웨이크는 제2차 세계 대전에서 유일하게 적에게 항복한 미국 해군의 함선의 불명예를 안았다.
전쟁 말기에 대공 화기가 추가되었지만 전투에 투입되지 않았고, 내륙의 연습선으로 운용되었다. 1945년 7월 24일 구레 군항 공습으로 미 함재기의 공격을 받아 지근탄에 의해 전복되어 불시착했고, 3명이 사망했다. 자매함 ‘이와테’도 이틀 만에 같은 구레 항에서 격파되었다.
히로시마현, 에타지마시에는 함께 코요오항 앞바다에서 전투 중 전몰한 전함 하루나와 ‘합동 전몰자 유혼비’가 코요오 항 앞바다를 바라는 보는 언덕 위에 세워져 있다.

## 연표
- 1900년 9월 25일 : 영국 암스트롱 휘트워스 사에서 준공
  - 10월 2일 : 일본 회항[1]
  - 12월 8일 : 요코스카에 도착[2]
- 1904년 8월 14일 : 울산 해전에 참가
- 1905년 5월 27일 ~ 28일]] : 쓰시마 해전에 참가
  - 세월 미상 : 제1차 세계 대전에서 미 파견지대 기함으로 미국 서해안에 파견
  - 세월 미상 : 지중해에 파견
- 1921년 9월 1일 : 1등 해방함으로 분류
- 1931년 5월 30일 :해방함으로 분류
- 1936년 9월 23일 : 상하이 일본인 선원 저격 사건에서 승무원 피해자가 나올
- 1937년 7월 7일 : 제3함대 기함이 된다
  - 8월 14일 : 제2차 상하이 사변 발생. 상하이에서 중국군기의 공격을 받지만 경순양함 센다이와 함께 격퇴.
  - 8월 16일 : 상하이에서 중국 어뢰정의 공격을 받는다. (다른 하천에 대한 포함 함께 격퇴)
- 1942년 7월 1일 : 1등함으로 분류[3]
- 1943년 이 무렵부터 세토 내해에서 훈련에 사용
- 1945년 7월 24일 : 미 함재기의 공격을 받고 전복 불시착
- 1945년 11월 20일 : 퇴역

## 참고자료
- 가타기리 《연합함대 군함 명명전》 “전체 860여척의 영광과 비극” 보급판, 광인사, 2003년
- 후쿠이 시즈오 《사진 일본해군 전함정사》 베스트셀러, 1994년 ISBN 4-584-17054-1
- 『JAPANESE NAVAL VESSELS AT THE END OF WAR』 제2복원국　1947년 간행
- 해군역사보존회 《일본해군사》제7권, 제9권, 제10권, 다이치호키 출판사, 1995년
- 『관보』